# Robin Kvapil
Robin Kvapil (* 6. srpna 1982 Brno) je český divadelní a filmový režisér, dokumentarista a příležitostný herec. Jako člen Žít Brno byl také jedno volební období zastupitelem městské části Brno-střed.
Vystudoval divadelní režii na JAMU a dokumentaristiku na FAMU. Před prezidentskými volbami v roce 2018 byl poradcem kandidáta Michala Horáčka, natočil o tom film Máme na víc.

## Filmy

### Hrané filmy
- Všechno bude fajn, 2017

### Dokumentární filmy
- Expremiéři, 2014 (díl o Miloši Zemanovi)
- Uprchlická krize očima dokumentaristů, 2015
- Máme na víc, 2018
- Smrti a sny Evy Tálské, 2022
- More Miko, 2022
- Hledání J. A. Pitínského, 2024 (televizní film)
- Smoke, 2025 (televizní film o přísných trestech pro samopěstitele konopí)
- Velký vlastenecký výlet, 2025